# История солнечных часов
История солнечных часов уходит в глубокую древность. Учёные Вавилона, Египта и Китая создавали как стационарные, так и компактные устройства, предназначенные для определения времени с помощью солнечного света. Портативные солнечные часы, в отличие от стационарных, не привязаны к конкретному месту и часто снабжены механизмами для корректировки в зависимости от географической широты. Основные элементы таких часов — гномон (указатель, отбрасывающий тень) и шкала с делениями, соответствующими часам. Гномон был известен практически во всех древних культурах. Переносные солнечные часы изготавливали в Древнем Китае, Древнем Риме и Византии. В Древнем Египте были более распространены портативные модели, тогда как в греко-римском мире — стационарные. В Китае традиционно использовались солнечные часы различных типов, но наиболее популярными со времён династии Сун были часы экваториального типа. В Европе, с распространением христианства и христианского монашества, возникла потребность в упорядочивании совершаемых в течение суток богослужений. В Британии большое количество солнечных часов сохранилось от англосаксонского периода. Старейшими солнечными часами в Англии считается Бьюкастлский крест. Наиболее известным примером канонических солнечных часов, использовавшихся для вычисления времени богослужений, являются Керкдейлские часы середины XI века.
Существуют многие разновидности солнечных часов, в целом разделяемые на две основные группы по размеру — портативные (включая карманные) и стационарные. По форме часы делятся на вертикальные, горизонтальные и с использованием разнообразных вариантов криволинейных поверхностей. Из портативных моделей наибольшей популярностью пользовались известные со времён Античности часы в форме цилиндра и кольца. В зависимости от особенностей конструкции часы могли применяться на одной широте или быть универсальными, измерять время равными или неравными часами. Солнечные часы нередко служили для общественных целей, хотя работоспособность только днём и в хорошую погоду, а также отсутствие боя являлись их существенным недостатком. Достоинствами же являлись возможность сверить точность механических часов в полдень и установить время в случае поломки или остановки. После появления карманных и наручных механических часов необходимость в переносных солнечных часах уменьшилась, но не исчезла. Их продолжали делать вплоть до XX века как в Западной Европе, так и в странах Азии. Сложные астрономические приборы, создаваемые начиная с XV века, имели также педагогическую и эстетическую функцию. Несмотря на утрату практического значения, в XX и XXI веках появилось большое число новых типов солнечных часов.
Портативные часы, большое число которых сохранилось начиная с XV века, являются предметом изучения различных обществ, а также объектом коллекционирования. Одна из крупнейших в мире коллекций хранится в оксфордском Музее истории науки. Как часть городского благоустройства или достопримечательность, солнечные часы украшают многие города и парки.

## Исторический и географический обзор

### Древний Египет: истоки переносных солнечных часов
Солнечные часы в Древнем Египте возникли как инструмент для синхронизации сельскохозяйственных, религиозных и административных циклов с движением Солнца. Считается, что деление суток на часы впервые появилось в Египте. Продолжительность часа менялась в течение года, и равнялась 1/12 времени от восхода до заката или от заката до восхода. Древнейшие египетские тексты упоминают чиновников, чьи обязанности можно истолковать как наблюдение за небом, однако сложно судить, имелись ли в виду дневные или ночные часы. Ночное время измерялось с помощью звёздных часов. До греко-римского периода не известно о солнечных часах монументального типа. В эпоху Древнего царства появились примитивные гномоны в виде вертикальных обелисков. Обелиски, такие как Игла Клеопатры (XV век до н. э.) или солнечные часы в Карнакском храме, отбрасывали тень на размеченную площадку, разделённую на 12 дневных часов. Надсмотрщики использовали часы для регулирования рабочего дня земледельцев. Для измерения времени по звёздам, а также выравнивания зданий по астрономическим ориентирам использовался меркет, по конструкции очень схожий с L-образными часами (о которых говорится ниже), но не имеющий часовых отметок.
Для Древнего Египта выделяют 4 или 5 основных типов солнечных часов, из которых в одних измерялась длина тени, тогда как в других производилось измерение её направления в течение суток. В эпоху Нового царства появились первые переносные модели, адаптированные для жрецов и путешественников, L-образные переносные солнечные часы. Их название происходит от характерной формы: вертикальный выступ-гномон высотой 10—15 см крепился к горизонтальной пластине, образуя угол, напоминающий букву «L». Эти часы использовались для измерения времени в течение дня и адаптировались к сезонным изменениям положения Солнца. Сохранилось только два экземпляра часов такого типа. Древнейший из них, датируемый правлением Тутмоса III (после 1500 года до н. э., длина 23,2 см), хранится в Новом музее Берлина (инв. ÄM 19744), другой относят к времени между 1000 и 600 годами до н. э. (длина 30,3 см). Оба имеют пять часовых отметок. L-образные часы описаны в текстах на кенотафе фараона Сети I (XIII век до н. э.), входящих в Книгу Нут. Их схема оказалась долговечной, поскольку известен папирус I—III веков с изображением L-образных часов. Способ применения L-образных часов в точности не установлен и является предметом споров. Горизонтальная пластина в них изготавливалась из плотного сланца, известняка или дерева. На её поверхность наносились отметки. Точность при условии наличия одной шкалы не могла быть большой, так как не учитывалось склонение Солнца. Согласно одной из интерпретаций, L-образные часы могли использоваться совместно с вертикальными моделями, подобными той, что была обнаружена в Долине Царей. L-образные часы считаются предшественниками часов блочного типа, один из наиболее хорошо сохранившихся экземпляров которых происходит из Эль-Кантары в восточной части дельты Нила. Одна сторона у них образовывалась прямоугольным основанием, а с другого конца был скос под некоторым углом. Угол наклона гномона варьировался в зависимости от широты. Например, для Фив (25° с. ш.) использовался более пологий угол, чем для Мемфиса (30° с. ш.). Часы поворачивали так, чтобы гномон указывал на Солнце, хотя достоверно это не известно. Введение наклонной поверхности позволило укоротить часы, при этом вместо одной шкалы использовалось семь. Тень пересекала дугу текущего сезона, показывая время. Для точности требовалась ровная горизонтальная установка, которую обеспечивали встроенные уровни в более сложных моделях. Из-за изменения угла Солнца зимой и летом требовалась ручная перенастройка гномона. Погрешность в засушливые месяцы (шему) достигала 20—30 минут, но египтяне не считали необходимым обеспечивать равенство каждого из часов. Часы дня точно определялись лишь во время весеннего и осеннего равноденствия.
Часы второго типа крепились вертикально и отмечали время по угловому положению тени. Один из двух известных экземпляров был обнаружен в Палестине (в настоящее время утрачен), другой — в Луксоре. Оба они являются старейшими известными образцами древнеегипетских солнечных часов. В них полукруглое основание разделено линиями, идущими от центра, на 12 равных секторов по 15°, что подразумевает измерение часов равного размера. Часы, созданные для Фив, давали неточные показания в Мемфисе. Решение появилось только в эллинистический период (IV—I века до н. э.), когда египтяне переняли греческие методы расчёта широт. Часы сложной формы учитывали сезонные изменения, отмечали солнцестояния и равноденствия и не требовали переориентации в течение дня. Как правило, они были стационарными. Известно ещё несколько примеров полукруглых солнечных часов с отверстием для гномона. Два из них расположены в каменоломнях (Кертаси и Дебод), другие известны по изображениям на остраконах, ещё несколько было обнаружено в храмах Дендеры. Небольшие (до 40 см), они, возможно, использовались как модели настоящих солнечных часов или как декоративные элементы.
- Сохранившиеся древнеегипетские солнечные часы
- Вертикальные солнечные часы из Долины Царей[11][28]
- Описание L-образных часов из гробницы Сети I[22]
- Часы, обнаруженные в палестинском Гезере. Правление фараона Мернептаха, ок. 1200 года до н. э.[29]
- Реконструкция теневых часов по Людвигу Борхардту[6]
- Фрагмент солнечных часов с сохранившимся именем астронома Нимаатра[25]
- Часы в виде маленького клина с прямоугольным блоком, римский период. Обнаружены в Эль-Кантаре, реконструкция Л. Борхардта[18]
- Часы сложной формы из коллекции Каирского музея

### Античность: философия, наука и солнечные часы
Время появления солнечных часов в Древней Греции является предметом споров, одна из версий приписывает их появление философу Анаксимандру. Возможно также, что они упоминаются в «Одиссее» у Гомера. У греков солнечные часы стали инструментом не только измерения времени, но и философского осмысления мироздания. Геродот, считавший изобретателями гномона вавилонян, и другие древние авторы упоминают «полос», представлявший, видимо, какую-то разновидность солнечных часов. Первые упоминания о переносных моделях относятся к V—IV векам до н. э., когда греческие учёные соединили достижения вавилонской астрономии и египетской геометрии. Их развитию способствовала греческая колонизация, поскольку мореплавателям нужны были компактные инструменты для навигации. Использование солнечных часов в армии Александра Македонского не подтверждено прямыми античными источниками. Однако ряд косвенных свидетельств позволяет предположить, что его окружение могло применять астрономические инструменты. Историк Ричард Ханна (Richard Hannah) отмечал, что «нет свидетельств, что солнечные часы применялись в военных походах Александра. Их хрупкость и сложность делали это маловероятным».
В IV веке до н. э. Автолик из Питаны разработал «экваториальные» часы (известные Витрувию под название «арахне»), позволявшие одной своей стороной измерять время летом, а другой стороной — зимой. Позже Аристарх Самосский, как считается, изобрёл сферические солнечные часы (скафе или скафис, др.-греч. σκάφη). Они представляли собой полую полусферу, выдолбленную в каменном основании. В центре находился подвижный гномон, высота которого зависела от высоты полюса в данном месте, направленный к наивысшему положению Солнца. По мере того, как Солнце продвигалось по небосводу, кончик тени описывал дугу в направлении, обратном видимому движению Солнца. Хотя дуги, описываемые концом тени, оставались неодинаковыми, их длина изменялась соответственно изменению высоты Солнца над горизонтом. Поскольку линии, образованные «следом» тени, делились на 12 частей, то они показывали неравные часы, изменяющиеся от одного солнцестояния до другого. На циферблате наносилось одиннадцать часовых линий и три концентрических круга, которые дают положение Солнца при обоих солнцестояниях и равноденствиях. Другой тип сферических часов, гемициклические часы (лат. hemicyclium escavatum), где полукружие выдолблено в призме и срезано в направлении, соответствующем широте места использования, по словам Витрувия, изобрёл халдей Берос. Два экземпляра часов греческого происхождения обнаружены в древнем городе Ай-Ханум на территории современного Афганистана. Широко распространённым типом скафиса были конические часы. В них ось вогнутой поверхности направлена параллельно оси Земли, направления гномона и конуса совпадают, а выступающие над плоскостью гномона части удалены.
По форме поверхности, на которую падает тень, античные солнечные часы можно разделить на несколько типов, из которых основными были сферические, конические и экваториальные. Аполлоний Пергский своим трудом о конических сечениях заложил основу для конструирования часов, где тень падает на любую поверхность от перпендикулярного ей гномона. По форме часовых линий и кривых-аналемм, построенных для различных дней года по точкам на часовых линиях, можно сделать вывод о широте, на которой использовались часы. Часы, как правило, имели три суточные кривые, построенные для дней солнцестояния и равноденствия. В целом, точность часов определялась мастерством их изготовления и использования. Редким примером часов, допускающих выполнение точной настройки, является экземпляр из Оксфордского музея. Плоские часы, напротив, были проще в изготовлении, но требовали большего мастерства для построения разметки.
В Италии солнечные и водяные часы распространились в IV веке до н. э., однако в отличие от Греции широкого распространения клепсидры там не получили. Древнейшие известные из литературы часы были установлены в Риме Папирием Курсором в 293 году до н. э., однако они показывали не местное время, а время того места из Греции, откуда были привезены. Древнейшие сохранившиеся часы датируются между 263 и 190 годами до н. э. и происходят из Умбрии. Вероятно, они были установлены на колонне. Переносные солнечные часы в Древнем Риме стали символом технологического превосходства и практичности римской инженерии. Позаимствовав базовые принципы у египтян и эллинистических мастеров, римляне к I веку н. э. разработали компактные, универсальные модели, пригодные для использования в любой точке империи — от Британии до Александрии. Римский архитектор Витрувий в трактате «Десять книг об архитектуре» описал 14 типов солнечных часов (глава 9.8.1), включая переносные, которые стали неотъемлемой частью снаряжения легионеров, купцов и чиновников. Переносные часы (лат. viatoria pensilia) Витрувий не описал, отослав читателя к любой из многочисленных (не сохранившихся) книг, посвящённых данному вопросу, и ограничившись констатацией, что их существует два типа: для одной широты (др.-греч. κλίμα) или универсальные. До нашего времени сохранилось от 550 до 600 солнечных часов греко-римского происхождения, не считая происходящих из эллинистического или римского Египта, из которых меньше трети портативны. Малая сохранность портативных часов связана с тем, что их делали преимущественно из бронзы, и после утраты надобности они пошли в переплавку. Неизвестно, как соотносятся сохранившиеся образцы с типами, перечисленными Витрувием. Древнейший из сохранившихся образцов, известный по месту обнаружения как «цилиндрические часы из Эсте», напоминает «пастушечьи часы», использовавшиеся басками до начала XX века. Часы медальонного типа представляют собой диск 4—5 см в диаметре с выпуклым краем. Они предназначались обычно для некоторой фиксированной широты. Известно несколько разновидностей солнечных часов в форме кольца. Описания двух типов часов, pelecinum и гемицикла, приводит позднеантичный автор Марк Цетиус Фавенций в своей книге «De Diversis Fabricis Architectonicae». Современные реконструкции выявили, что античные портативные часы не отличались точностью, однако, с учётом сопутствующей сложности точного определения широты, древние пользователи вряд ли могли догадываться об истинной величине погрешности. Существует также точка зрения, согласно которой портативные солнечные часы воспринимались как предмет роскоши или использовались в педагогических целях.
Солнечные часы получили широкое распространение в качестве объектов городского благоустройства, ими снабжались храмы, цирки и бани. Из монументальных солнечных часов, созданных в Античности, наиболее примечательны рельефы на Башне Ветров в Афинах с плоскими вертикальными часами, и Орологий Августа в Риме. Построенная в II или I веке до н. э. башня включает 8 вертикальных солнечных часов, выгравированных на стенах, в дополнение к примыкающей цистерне, интерпретируемой как водяные часы. Часы в Риме, описанные Плинием Старшим и открытые заново в 1975—1980 годах, известны также как «меридиан Августа». Вероятно, находящийся в их основе обелиск был привезён в столицу империи при императоре Октавиане Августе.
- Греческие и римские солнечные часы
- Скафе из Ай-Ханума (III век до н. э.)[61]
- Цилиндрические экваториальные часы[нем.] из Ай-Ханума
- Часы из Археологического музея Эфеса[англ.] высотой 1,18 м. Созданы, возможно, в Афродизиасе. Оригинальный гномон не сохранился[62]
- Солнечные часы из храма Аполлона в Помпеях
- Солнечные часы из Национального археологического музея Неаполя
- Сферические часы[исп.] из Баэло Клавдия[англ.][63]
- Конические солнечные часы изображены на колонне на заднем плане мозаики[англ.] из Помпей[64]

### Византия и исламские страны: синтез античности и религии
Некоторые места из Ветхого завета, в частности 4 Цар. 20:9—11, Ис. 38:7, 8 о «ступенях Ахазовых», интерпретируются как указание об использовании солнечных часов в Израильском царстве. Длившаяся несколько столетий научная дискуссия не привела к однозначным выводам в данном вопросе. Использование часов в Византии имело особую важность в литургическом контексте, что подчёркивалось синонимичностью обозначения суточного богослужебного круга и приборов для измерения времени (др.-греч. ὡρολόγιον, орологион). С учётом того, что богослужения осуществлялись круглосуточно, водяные часы были более предпочтительны, чем солнечные. Из литературных источников известно несколько описаний общественных часов в Константинополе, но не всегда можно понять, о каком типе идёт речь. Если судить по сохранившимся экземплярам, датируемых периодом поздней Античности, повсеместно в Средиземноморье были распространены сферические солнечные часы, а в восточной части были более популярны конические модели. Известно несколько сохранившихся портативных часов. Одни из них, бронзовые круглой формы, происходят из Мемфиса. Они были впервые описаны в 1860 году Константином фон Тишендорфом и сейчас находятся в Эрмитаже. Долгое время часы хранились в разобранном состоянии, диск и гномон отдельно, и только в 2017 году они были воссоединены, совместно описаны и реставрированы. Данные часы являются универсальными, и на оборотной стороне содержат перечень из 36 наименований городов и провинций с указанием широты. Наличие в перечне Константинополя позволяет датировать диск периодом после 330 года. Лицевая часть содержит 4 шкалы в виде пучков расходящихся из одной точки линий. Остальные известные портативные часы также имеют круглую форму и датируются началом IV века. Солнечные часы из Филипп датируют III—IV веками. Такие часы в виде образованной тремя кольцами армиллярной сферы не требовали сложных расчётов для конструирования, но имели существенные ограничения — их нельзя было использовать около полудня и дней равноденствия.
Для ранних христиан измерение суточного течения времени не было принципиальным вопросом, но ситуация изменилась с распространением монашества. Авторы появлявшихся начиная с IV века уставов уделяли много внимания структурированию времени монахов. Одновременно с тем часы продолжали оставаться элементом благоустройства городов. В ряде соборов, воздвигнутых при императоре Юстиниане I, были построены часы, некоторые из которых, возможно, были солнечными. Константин VII Багрянородный в X веке упоминал о часах в соборах Святой Софии и Сергия и Вакха. В целом, в силу перипетий истории, общественные византийские солнечные часы практически не сохранились. Незначительное их число сохранилось в Палестине. На одной из иллюстраций Венского Генезиса (17r) изображены сферические часы на колонне. Несмотря на то, что византийцы использовали деление суток на 12 часов, известно 6 примеров вертикальных солнечных часов с 11-частным делением. Часы такого типа встречаются также в Армении, Израиле, Франции и Италии. Такой выбор количества часов привёл к исчезновению меридиональной линии для шестого или девятого часа. Часы данного типа давали приемлемую точность только два раза в год, в дни равноденствия, что может указывать на их преимущественно символическое значение.
Определение времени имело большое значение для исламского мира по причине необходимости точного определения времени совершения обязательных молитв. Около 660 года Северус Себохт перевёл на сирийский язык трактат об астролябии Теона Александрийского. В VIII—IX веках арабы познакомились с астрономическими достижениями греков и индийцев. Опираясь на их наработки, «испытывая тягу к таблицам и не боясь трудоёмких вычислений» (по выражению историка Дэвида Кинга), Хабаш аль-Хасиб создал астрономические таблицы для постройки горизонтальных часов, а в конце IX века Сабит ибн Курра разработал теорию пересчёта между различными системами координат. Аль-Адами в X веке написал подробный трактат с таблицами длин теней для вертикальных часов. Справочник «Китаб аль-фихрист» конца X века упоминает ряд книг о солнечных часах, но большинство из них, кроме трактатов аль-Харрани и аль-Хорезми, не сохранились. Написанный в 1020-х годах трактат персидского математика аль-Бируни «Гномоника» рассматривает преимущественно вопросы оптики и геометрии, но не практические аспекты конструирования солнечных часов. В XIII веке ответственность за астрономические измерения была возложена на муваккитов, в ведении которых было также обустройство солнечных часов при мечетях. Руководство для муваккитов в конце XIII века подготовил марокканец Ибн аль-Банна аль-Марракуши, перечислив несколько типов портативных и стационарных солнечных часов. В иллюстрированном трактате египетского астронома XIV века Надж аль-Дина аль-Мисри также приведено множество описаний, среди которых одно из первых описаний принципа действия солнечного кольца. В отличие от астрономических колец, известных в античности и изобретённых заново в Европе Региомонтаном, они были предназначены для определённой широты. Также он привёл формулу и выполнил расчёты для определения длины тени от гномона на поверхности усечённого конуса. В простейшем варианте время зухра определялось как момент после полудня, когда тень гномона начинала удлиняться, а ко времени асра она увеличивалась на удвоенную длину гномона. Из всех многочисленных схем расчёта на латынь была переведена только вошедшая в «Кордовский календарь».
Немногочисленные примеры ранних солнечных часов сохранились только в западной части исламского мира. Возможно, они не были предметом практического использования, и служили лишь забавой математикам. Частично сохранились часы, сделанные около 1000 года ибн ас-Сафаром в Кордове. В отсутствие обычных часовых линий, они содержали только отметки времени молитв и направление киблы. Горизонтальные часы сложной конструкции для Омейядской мечети в Дамаске построил в XIV веке Ибн аш-Шатир. Арабское или персидское происхождение имеют древнейшие квадранты, с помощью которых можно измерять время по неравным часам. В дальнейшем солнечные часы при мечетях создавались во множестве, и в каталогах их представлены сотни.
- Византийские и арабские часы
- Переносные часы из Филипп
- Принцип действия часов из Оксфорда
- Часы из Звартноца, VII век[102]. Осип Мандельштам назвал их «розой, вписанной в камень»[103]
- 11-частные часы храма Богородицы Панагия Скрипу[нем.] в Беотии, 873/4[82]
- Гномон во дворе мечети Аль-Джанад[англ.], Йемен
- Часы Великой мечети Кайруана, Тунис
- Османские цилиндрические часы, XVIII век

### Средние века в Европе: от монастырей до паломничеств
С падением Римской империи искусство изготовления солнечных часов в Западной Европе пришло в упадок, но известно, что Кассиодор построил одни для монастыря в Лангедоке. Его младший современник епископ Григорий Турский знал лишь об определении времени по звёздам, а автор крупнейшей энциклопедии раннего Средневековья «Этимологий» Исидор Севильский не упоминает о часах вообще. В VII веке папа Сабиниан распорядился помещать часы в церквях, чтобы узнавать время дня. Английский монах Беда Достопочтенный предписывал «делать солнечные часы из металла и дерева с шестью сторонами, каждая с гномоном». Большое значение для передачи древних астрономических знаний имел «орологиум» Виллиброрда, в различных формах представленный в многочисленных рукописях каролингской эпохи. На нём в схематическом виде отображены суточные движения для дней солнцестояния и равноденствия, соответствующие 18 часам в самый длинный день, и 6 часам в самый короткий для Ирландии и северной Британии. Часы кельтского типа нередко обнаруживают на кладбищах. Самыми древними из них считаются часы в Килмалкедаре в ирландском графстве Керри, расположенные на пути паломников к горе Брандон, месту упокоения святого Брендана.
Старейшими солнечными часами в Англии считается поставленный около 675 года Бьюкастлский крест, представляющий собой украшенный резьбой каменный обелиск, служивший основанием креста. Сохранилось большое количество часов англосаксонского периода, использовавшихся в монастырях для литургических целей. Для северных стран более характерно восьмичастное деление. Наиболее известным примером канонических солнечных часов являются Керкдейлские часы середины XI века. Из часов обычно выделялись четыре: первый, третий, шестой и девятый. Хотя для богослужебных целей было достаточно четырёхчастного деления суток, в Средние века, наряду с традиционной 12-частной системой, возникли системы с делением суток на 6, 8, 10, 11, 13, 16 или 18 частей. Практически все средневековые вертикальные солнечные часы имеют форму полукруга с лучами, исходящими из центра и разделяющими его на принятое в данном случае число часов. Металлический гномон (лат. virgula ferrea) устанавливался в центре перпендикулярно стене. Такая схема игнорировала научные достижения Античности, но давала достаточную для практических целей точность. Кроме того, средневековые часы несли дополнительный символизм, напоминая о 12 апостолах, четырёх элементах и т. д. Одним из вариантов композиции вертикальных солнечных часов было поместить их в руки статуи, как то было сделано, например, в Страсбургском соборе (ок. 1240). В нижненемецких землях солнечные часы в Средние века широкого распространения не получили. Многие настенные часы были вырезаны существенно позже даты постройки церкви, будучи добавлены, например, в ходе последовавшей несколько столетий спустя реконструкции. Как элемент украшения соборов солнечные часы нередко помещали в руки скульптур ангелов. В Шартрском соборе XII века часы помечены 1578 годом, но возможно, что более новые часы были установлены взамен утраченных старых.
Благодаря достижениям баварских математиков Георга Пурбаха (ум. 1461) и Региомонтана (ум. 1471) в Нюрнберге развилось производство солнечных часов. В своём трактате «Gnomonice de solariis» (1572) Бартоломеус Скултетус продолжателем дела Региомонтана называет австрийца Иоганнеса Стабиуса и баварца Андреаса Стибория, изобретших новые формы часов. В XVI веке многие математики посвятили свои труды науке о солнечных часах. Среди них француз Оронций Финеус, немцы Себастиан Мюнстер, Георг Хартман и Петер Апиан, голландец Гемма Фризиус. Начиная с трактата «Compositio horologiorum» (1531) Мюнстера и вплоть до XX века большинство справочников по солнечным часам наибольшее внимание уделяли часам цилиндрического типа. В 1517 году король Генрих VIII пригласил к своему двору баварского математика Николаса Кратцера, благодаря которому новые технологии распространились в Англии и Шотландии. Хартман в своих трудах использовал аналемму. Среди множества описанных им типов часов были и «ступени Ахаза».
Трактат о переносных цилиндрических часах в XI веке написал бенедиктинец Герман из Райхенау. Он же упоминает квадрант (лат. quadrans vetus), от которого происходят средневековые разновидности «высотных» часов, позволявших определить время через соотношение между часовым углом и другими углами небесной сферы. В середине XV века цилиндрические часы широко распространились в Англии, став непременной принадлежностью путешественников. Таблицы английского астронома XIV века Николаса из Линна и другие, использовавшиеся для разметки цилиндрических часов, были, возможно, созданы под влиянием исламских источников. Редким примером средневековых часов, созданных с использованием вычислений, является Navicula de Venetiis («венецианский кораблик»). По одной из версий, их изобрели в IX веке в Багдаде, но более вероятным местом происхождения является Англия. Самое раннее упоминание о часах данного типа относится к 1380 году. На их корпус наносилось 12 вертикальных часовых линий, причём средняя служила линией экватора. Внизу на дугообразной табличке изображались знаки зодиака. Шарнирно закреплённая «мачта» кораблика устанавливалась в соответствии с наклонением Солнца. К ней же присоединялась нить отвеса, прикреплённая к которому бусина показывала время. В 1457 году Региомонтан усовершенствовал данную конструкцию, предложив новую разновидность дорожных часов «Quadratum horarium» («Часовой квадрат»), а затем «Quadratum horarium generale» («Всеобщий часовой квадрат»). Такие часы представляли собой размеченную косоугольной координатной сеткой почти прямоугольную пластину. Горизонтальные линии соответствовали широтам с 39° по 54°. Часы снабжались системой с рычажком и стрелкой, устанавливаемыми в зависимости от широты местности измерения и положения Солнца на эклиптике. Ещё один тип часов, производимых в мастерской Региомонтана, «Солнечный квадрант», был известен аль-Хорезми. Часы Мюнстера («капуцин») и Апиана («Quadrans Apiani Astronomucus») также имели вид размеченного квадрата. Потребность объединить приборы для расчёта ночных часов (ноктурали, их принцип был известен в Европе примерно с 800 года) с солнечными часами, привёл к появлению комбинированных устройств.
Появление в первой половине XVI века механических часов не привело к немедленному отказу от концепции часов неравной продолжительности. В то же время предпринимались попытки конструирования солнечных часов на основе принципа равной продолжительности. В середине XIV века получила распространение «эрфуртская система». В XV веке было предложено использовать компас для меридионального ориентирования стен для стационарных часов и был заново изобретён полярно-направленный гномон. Одну из первых таблиц для определения углов разметки полярных часов в 1518 году опубликовал Иоганн Штёфлер. Данная задача существенно упростилась после вычисления Георгом Ретиком таблицы тангенсов.
- Солнечные часы в средневековой Европе
- Часы из Килмалкедара
- Английские канонические часы
- Часы на стене Михаэльскирхе[нем.], Фульда, ок. 820 года[136][137]
- Статуя ангела с часами, Шартрский собор[138]
- Солнечные часы на южной стороне Якобикерка, Утрехт, 1463 год[139]
- Часы Линкольнского собора с девизом[англ.] «Pereunt et imputantur»[140]
- «Венецианский кораблик»

### Новое время (XVI—XVIII века): наука, путешествия и массовое производство
С XVI века солнечные часы неоднократно привлекали внимание художников. Они изображены на нескольких картинах Ганса Гольбейна Младшего, в том числе на портрете Николаса Кратцера. Вместе с прочими приборами они символизируют быстротечность времени на гравюре «Меланхолия» Альбрехта Дюрера. Среди часов, изготовленных Джанелло Торриани для императора Карла V, были солнечные часы в саду монастыря Юсте. Для изучающих астрономию герцог Козимо Медичи приказал в 1572 году установить мраморные часы на фасаде собора Санта-Мария-Новелла. Примерно тогда же в Париже для астрологов по поручению Екатерины Медичи часы сделал Жан Бюллан. Утрачивая своё значение для точного определения времени, солнечные часы превратились в предмет роскоши. Изящные часы изготавливали немецкие ювелиры Георг Брентель и Венцель Ямницер. В качестве символа солнечные часы появляются в разнообразных контекстах. Многочисленные иллюстрированные издания «Horologium Sapientiae» мистика Генриха Сузо используют образ солнечных часов для иллюстрации божественной мудрости, хотя в более поздних изданиях для этой цели использовались преимущественно механические часы. Ненадёжность и хрупкость механических часов в сравнении с солнечными стали в XVI веке популярной метафорой.
С XVI по начало XVIII века центром производства портативных складных солнечных часов из слоновой кости стал Нюрнберг. Их нижняя панель устанавливалась горизонтально и с помощью встроенного компаса ориентировалась с севера на юг. Как правило такие «диптихи» изготавливались для определённой широты, но будучи снабжёнными инструкцией и путём перенастройки гномона могли становиться универсальными. Предшествующая эволюция часов-«диптихов» в точности не установлена. Задняя поверхность их могла покрываться воском и использоваться для записей. К концу XVII века нюрнбергские производители солнечных часов образовали замкнутое регулируемое сообщество. Аналогичным образом были организованы французские таблетьеры, с конца XV века производившие портативные солнечные часы с компасами в Париже и Руане. В XVII веке их продукция в значительных количествах экспортировалась в Испанию. Своими «диптихами» славился также Дьепп.
Математики и астрономы Нового времени продолжили работу по совершенствованию измерительных приборов. Новые разновидности астролябий и квадрантов, пригодных также для измерения времени с помощью Солнца, предложили Иоганн Штёфлер, Оронций Финеус, Эдмунд Гантер и итальянские часовщики из семьи делла Волпайя. В 1674 году французский иезуит Клод Дешале математически обосновал «квадрат» Региомонтана. Английский математик Уильям Отред усовершенствовал армиллярную сферу, заменив одно из колец полярной осью с перемещаемой шторкой обзора. Новым типом часов в XVI веке стали часы на поверхности многогранника. Впервые они появились на рисунке Дюрера, а затем тема развивалась другими графиками. Массивные часы-многогранник Николаса Кратцера в Оксфорде не сохранились. С XVI века часы сложной формы получили распространение в Шотландии. Математические достижения XVI века суммировал Христофор Клавиус. Четыре его труда, посвящённых гномонике, включали как изложение теоретических основ предмета, так и обширные таблицы расчётов для различных широт и дат. Огромное количество доступной литературы привело к популяризации теории солнечных часов среди профессиональных математиков и любителей.
В XVII веке продолжилось развитие тригонометрических методов вычисления и конструирование новых типов устройств. Двойные часы Уильяма Отреда, в которых на одном основании устанавливался полярный вертикальный гномон, были забыты в XVIII веке; их снова начали использовать в середине XX века в навигационных целях. Другой подход к увеличению точности состоял в учёте годового изменения азимута Солнца путём перемещения гномона и размещения часовых меток вдоль аналеммы, имеющей форму эллипса. Сложные в теории, аналемматические солнечные часы легко строились в крупном масштабе и не требовали гномона, в качестве которого мог выступать человек, становящийся на соответствующую дню измерения позицию. С целью повышения точности астрономических измерений, включая определение времени истинного полудня, а также для общественного использования, с конца XVII века устанавливали меридианы, представлявшие собой длинные узкие ориентированные с севера на юг полосы.
В XVIII веке производство солнечных часов достигло своего максимума. Тогда же появились руководства по гномонике, считающиеся лучшими — французского монаха-органиста Франсуа Бедо де Селле и немецкого священника-астронома Йоганнеса Гауппа. Примечательным объектом стали часы с пятнадцатью горизонтальными гномонами, установленными на вершине парижской колонны Медичи по проекту астронома Александра Ги Пенгре. Башня была перестроена в XIX веке и гномоны не сохранились. Историографию солнечных часов пополнили работы французских астрономов Жозефа де Лаланда и Жана-Батиста Деламбра, изучавших в том числе достижения античных и арабских мастеров. Широкий интерес вызвали часы, обнаруженные при раскопках Помпей.
- Солнечные часы Нового времени
- Французский ноктураль с солнечными часами, ок. 1600 года
- Нюрнбергский «диптих», ок. 1630 года
- Часы на фасаде Санта-Мария-Новелла во Флоренции
- Часы работы Иоганна Виллебранда
- Часы замка Драммонд[англ.]
- Аналемматические солнечные часы монастыря Бру[фр.]
- Австрийские часы XVII века

### Солнечные часы в странах южной и восточной Азии
Как и в других странах древности, в Китае осуществляли астрономические измерения посредством измерения тени от установленного вертикально шеста. Позднейшие рисунки изображали братьев-астрономов Хи и Хо за такой процедурой в XXII веке до н. э. Более достоверные сведения приводятся в «Цзо чжуань». Первое посвящённое гномонам исследование, математический трактат «Чжоу би суань цзин» (ок. 100 года до н. э.), предписывал использовать гномоны (кит. 表, «бяо») высотой 8 чи, тогда как «Хуайнань-цзы» давал рекомендацию 10 чи. Из соображений простоты вычисления длин сторон прямоугольного треугольника могли быть выбраны и другие значения. К шесту прилагалась нефритовая плита (кит. 圭, «гуй»), длина которой соответствовала длине тени в полдень зимнего солнцестояния, что составляло примерно 1,5 чи. Сохранилось два древнейших экземпляра периода Хань. Возможно, они использовались для калибровки клепсидр. Китайские астрономы уделили много внимания точности горизонтальных часов, и примерно к 445 году пришли к выводу, что длина тени изменяется на 3,56 дюйма на каждую 1000 ли при движении вдоль меридиана. Около 500 года Цзу Гэн изготовил бронзовый прибор, включавший гномон и измерительную шкалу. С целью повышения точности строились гигантские солнечные часы, как, например, по проекту Го Шоуцзина около 1276 года. Возможно, данная тенденция была вдохновлена достижениями арабских астрономов. Также Го Шоуцзин создал часы сферического типа. Научные принципы конструирования солнечных часов появились только в XVI веке вместе с западными миссионерами, среди которых были иезуиты-математики итальянцы Маттео Риччи, Сабатино де Урсис и немец Адам Шалль фон Белль. Согласно последнему, в Китае его времени производились дюжины типов солнечных часов. Первый обзор солнечных часов европейских типов сделал минский астроном Мэй Вэньдин.
Китайские гуйбяо попали в Японию с буддийскими миссиями в период Асука, после чего использовались как основной инструмент в департаменте гаданий. В период Эдо изготавливалось множество разновидностей портативных солнечных часов, включая миниатюрные нэцке, бумажные и комбинированные с различными аксессуарами. Деление осуществлялось на 6 неравных часов.
В Корее развитие солнечных часов происходило под сильным китайским влиянием. Древнейший экземпляр сделан из гранита, относится к экваториальному типу и датирован периодом Силла. Судя по сохранившемуся фрагменту, он разделялся на 24 сектора, соответствующих различным сезонам. В правление короля Седжона (первая половина XV века) производилось несколько типов солнечных часов: ангбу-илгу (сферический тип), переносные горизонтальные с водяным уровнем и без него, в виде армиллярной сферы и с градуированным гномоном. После Имдинской войны конца XVI века в Корее распространились новые типы устройств из Китая, включая горизонтальную модель 1636 года (sinpŏp chip’yŏng ilgu). На протяжении XIX века широкий ассортимент солнечных часов производило предприятие семьи Кан. Большинство из 12 известных моделей было настроено для использования на широте Сеула. По типу использования их можно разделить на общественные и портативные, а по конструктивным особенностям — на плоские и сферические. В качестве материала использовались слоновая кость, дерево, нефрит, мрамор и бронза. По сравнению с японскими часами того времени они более точны. Под западным влиянием появились новые горизонтальные складные модели и сферические с компасом. В конце XIX века корейцы перешли на европейскую 24-часовую систему с обозначением времени арабскими цифрами.
Древнейшее упоминание гномона (санскр. шанку) в индийский текстах обнаружено в трактате «Артхашастра» Каутильи, относящемся к II веку до н. э. Каутилья описал правила определения времени в терминах единиц длины гномона, разделяемого на 12 частей размером в палец. В первой половине VII века математик Брахмагупта в своём сочинении «Брахма-спхута-сиддханта» («Правильно изложенное учение Брахмы», или «Разъяснение совершенной системы Брахмы») описывает несколько типов устройств, из которых сохранились и были идентифицированы часы в форме кольца (cūḍā-yantra), колонны (kaśā-yantra) и плоские с треугольным гномоном (palabhā-yantra). Первые из них, которые являются древнейшими, состояли из металлического кольца, подвешенного вертикально или горизонтально, с отверстием, через которое солнечный свет проецировал точку на внутреннюю поверхность. По положению светового пятна определяли время суток, а также сезонные изменения. Подобные устройства требовали точных расчётов угла наклона Солнца и широты местности, что свидетельствует о высоком уровне математических знаний. Самое старое описание приводится у математиков VI века Ариабхаты и Варахамихиры. Оба они рекомендовали наносить на кольца 360-градусную разметку, но у Ариабхаты следовало в кольце делать два отверстия, а у Варахамихиры — одно. Описания последующих веков более детальны, но в целом следуют тому же принципу. Один из наиболее хорошо сохранившихся экземпляров хранится в обсерватории Джантар-Мантар, построенной при махарадже Савай Джай Сингхе II в Джайпуре. В Европе часы аналогичной конструкции в XV веке изобрели немцы Георг Пурбах и Региомонтан. Часы в форме небольшой колонны или цилиндра имели горизонтальный гномон, вставлявшийся в отверстие, расположенное в верхней части. По высоте часы разделялись на несколько частей-гхатисов, соответствующих различным частям года. Древнейшие известные солнечные часы такого типа в исламском мире были созданы для султана Алеппо Нур ад-Дин Махмуда в XII веке. По сравнению с исламскими и европейскими («пастушескими»), индийские цилиндрические часы существенно длиннее, достигая 1550 мм в длину, и имеют 8 шкал, а не 12.
- Солнечные часы в странах Азии
- Часы эпохи Восточная Хань, обнаруженные в уезде Тогтох
- Инструмент Самрат Янтра Джайпурской обсерватории
- Тибетские солнечные часы
- Горизонтальные часы в Конараке
- Меридиональные китайские солнечные часы
- Корейские плоские часы 1636 года
- Экваториальные солнечные часы из Запретного города

### Новейшее время: от утилитарности к символизму
Развитие науки и техники привело к упадку солнечных часов начиная с XIX века. Утратив ценность для повседневного использования, они сохранили лишь педагогическое значение. Публикация новых исследований практически прекратилась, как и производство некоторых сложных в изготовлении портативных моделей. Математическое изучение также остановилось, поскольку уже в XVIII веке был осуществлён аналитический вывод сопутствующих зависимостей методами тригонометрии. Привлечение проективной геометрии давало увеличение точности, но сопутствующее увеличение конструктивной сложности оказалось неоправданным. В начале XIX века большинство городов Европы отказались от использования истинного солнечного времени. С 1884 года основным стало время Гринвичского меридиана, а на остальных долготах делали соответствующую поправку. Во Франции среднее время Парижа использовалось в стране с 1891 по 1911 год. Внедрение телеграфа давало возможность синхронизировать время в удалённых друг от друга местностях, что также способствовало отказу от локального солнечного времени.
Несмотря на перечисленные обстоятельства, продолжалось развитие высокоточных приборов на основе теории уравнения времени. Часы из семейства «гелиохронометров» имели в основе экваториально ориентированную основу с оптической алидадой (вращающейся ручкой) и позволяли определить как среднее, так и истинное время. Расчёты для таких часов выполнил французский священник Жан-Мари Виктор Гюйо (Jean Marie Victor Guyoux, 1793—1869). Похожие механизированные устройства делали ещё немецкие часовщики в конце XVII века, а в конце XVIII века их усовершенствовал Филипп Ган. «Солнечный гелиохронометр» в 1861 году запатентовал Виктор Флеше (Victor Fléchet), и он же 19 лет спустя запатентовал его портативную модель. В 1906 году английский астроном Джордж Гиббс запатентовал вариант с механической корректировкой для учёта уравнения времени, в результате чего точность определения среднего времени достигла 30 секунд. Часы Гиббса были проданы в тысячах экземплярах, приобретя особенную популярность в России, Южной Америке и Австралии. Также существовали варианты со специальным гномоном, не требующие ручной настройки. Как декоративный объект, солнечные часы по прежнему создавали в общественных и частных парках, их рисовали на стенах. Более сотни фресок с часам изобразил итальянский художник Джованни Франческо Зарбула. Другой итальянец, Энрико Д'Альбертис, прославился своими солнечными часами из мрамора.
Историографию солнечных часов XIX—XX веков пополнили книги английских писательниц Маргарет Гатти и Элис Морс Эрл. Первая из них уделила особое внимание девизам на часах, собрав их несколько сотен. В 1960-х годах важность изучения гномоники подчёркивал немецкий историк науки Эрнст Циннер. Предметом коллекционирования и отдельным объектом исследования стали портативные солнечные часы. Одно из крупнейших собраний принадлежало Льюису Эвансу и вошло в Музей истории науки Оксфорда. Эванс также написал главу о портативных часах в расширенном переиздании книги Гатти. В 1972 году при Французском астрономическом обществе была основана Комиссия по солнечным часам (фр.  Commission des cadrans solaires ). Её первым председателем стал Жан Ковалевский.
В XX и XXI веках продолжили появляться новые типы солнечных часов. Предложенная в 1922 году Гуго Мичником схема с двумя расположенными на разной высоте перпендикулярными нитями вызвала живой интерес среди математиков. Идея Мичника привела к появлению во второй половине XX века целого семейства часов с нитями различной формы, цепями и т. д., и стала важнейшей инновацией в гномонике с XVII века Ещё одной интересной новинкой стали цифровые солнечные часы, запатентованные в 1966 году. В их основе лежит теория фракталов и теорема английского математика Кеннета Фалконера.
- Солнечные часы Новейшего времени
- Солнечные часы с пушкой[англ.]
- Гелиохронометр Джорджа Гиббса
- Часы работы Джованни Франческо Зарбулы на стене церкви в Молин-ан-Керас
- Современные двухнитевые часы[англ.]
- Часы в Музее истории Кронштадта
- Солнечные часы в Музее мирового океана, Калининград
- Цифровые солнечные часы